# Welcome to the Hellmouth
Welcome to the Hellmouth foi a estreia da série da série de televisão Buffy the Vampire Slayer. Este episódio e "A Colheita" foram originalmente exibidos como uma estreia em duas partes da série do The WB Television Network em 10 de março de 1997. O episódio foi escrito pelo criador da série e produtor executivo Joss Whedon , e dirigido por Charles Martin Smith. "Welcome to the Hellmouth" recebeu uma classificação Nielsen de 3,4 em sua exibição original e recebeu críticas positivas de grande parte dos críticos.
A narrativa segue assim: Buffy Summers (Sarah Michelle Gellar) está em seu primeiro dia em uma nova escola em uma nova cidade. Ela espera viver como uma adolescente normal, mas os deveres e destino da caçadora - combater vampiros, demônios, bruxas e outros seres sobrenaturais - não vão deixá-la sozinha, o antigo vampiro Mestre (Mark Metcalf) ameaça se libertar, e Buffy deve procurar ajuda em seu bibliotecário escolar e Sentinela Rupert Giles (Anthony Stewart Head), e seus novos colegas, Willow e Xander (Alyson Hannigan e Nicholas Brendon), e um estranho benevolente chamado Anjo (David Boreanaz).
Joss Whedon desenvolveu Buffy the Vampire Slayer para inverter a fórmula de Hollywood "da garotinha loira que entra em um beco escuro e é morta em cada filme de terror." A série foi criada após o filme de 1992, Buffy the Vampire Slayer, em uma tentativa de Whedon para ficar mais fiel a suas ideias originais. Muitas cenas foram filmadas em locações em Los Angeles, Califórnia. O colégio usado para algumas cenas externas e internas na série é Torrance High, a mesma escola usada para a série Beverly Hills, e 90210.

## Plot
A estreia da série começa em Sunnydale High School de, onde um menino (interpretado por Carmine Giovinazzo) invade a escola durante a noite com uma garota aparentemente relutantes (Julie Benz), prometendo-lhe o mal e, portanto, diversão. Nervosa e no limite, a menina pensa que ela ouviu alguma coisa e teme que tem alguma coisa lá. O menino grita, mas não obtém resposta, durante o qual se transforma o rosto de menina para a de um vampiro, e morde o menino. Ela mais tarde revelou ser Darla.
Buffy Summers (Sarah Michelle Geller) tem um pesadelo na manhã do seu primeiro dia na escola. Sua mãe, Joyce (Kristine Sutherland) a leva para a escola e a incentiva a pensar positivo. Dentro do prédio, o diretor Flutie (Ken Lerner) avisa que ela vai começar com uma ficha limpa. Ele reconsidera que depois de perceber que Buffy incendiou ginásio de sua escola anterior , porque "ele estava cheio de vampi ... amianto."
Buffy sai do escritório e esbarra em outro aluno, derramando o conteúdo de sua bolsa no chão. Xander Harris (Nicholas Brendon) vê isso e ajuda a Buffy, apresentando-se. Ela sai correndo, e Xander fala que ela esqueceu sua "estaca". Na aula de história, Buffy é ajudada por garota popular Cordelia ( Charisma Carpenter ), que depois a testa para ver se era compatível com seu grupo, visto que era de Los Angeles. Para horror de Buffy, Cordelia humilha uma estranha Willow Rosenberg (Alyson Hannigan) na fonte de água. Dentro da biblioteca, Rupert Giles (Anthony Head) coloca um livro intitulado Vampyr na frente de Buffy depois de reconhecer quem ela é. Uma Buffy atordoada faz uma saída precipitada.
Buffy, Willow, Jesse McNally, e Xander se reunem durante uma pausa, e Xander devolve sua estaca. Buffy diz que é padrão de auto-defesa, em Los Angeles. Cordelia aparece e diz a Buffy que a aula foi cancelada porquê acharam um cara morto nos armários. Buffy pergunta se havia marcas no corpo, enlouquecendo Cordélia. Buffy força seu caminho para o vestiário, examina o corpo, e encontra as feridas características de um vampiro no pescoço. Buffy retorna para a biblioteca e confronta Giles, que informa que ele é seu Sentinela. Buffy se recusa a aceitar o seu chamado como Caçadora, uma vez que tinha sido expulsa de sua escola anterior e perdido sua vida social. Depois que saem da biblioteca, Xander surge de trás das prateleiras, tendo ouvido a conversa estranha.
Naquela noite, a caminho de sua primeira visita ao Bronze, o ponto de encontro legal em Sunnydale, Buffy encontra um estranho misterioso, bonito (David Boreanaz), que avisa que ela está vivendo em uma Boca do Inferno que está prestes a abrir, e que " A colheita "está chegando. Ele também lhe dá uma grande cruz de prata em forma de colar. No Bronze, Buffy encontra Willow e a incentiva a aproveitar o momento, Porque amanhã você pode estar morta. Buffy encontra Giles e conta a ele sobre o estranho. Giles diz a ela para aprender a aprimorar suas habilidades para vampiros sentido-os em qualquer lugar. Buffy usa seu senso de moda para escolher um vampiro no clube e está alarmada ao ver Willow sair com ele. Ela os perde de vista e é surpreendida por Cordélia, quase metendo a estaca nela. Cordelia imediatamente chama seus amigos para lhes dizer sobre isso. Enquanto Buffy procura por Willow, Jesse conversa com Darla no Bronze. Buffy é parada por Xander, que é convencido por ela a facilitar a procura por Willow.
Enquanto isso, sob as ruas de Sunnydale, O Mestre é acordado de um longo sono por vampiros súditos para se preparar para a colheita. Ele envia Luke para buscar sangue novo. O amigo novo de Willow a leva para uma cripta em um cemitério, onde eles são unidos por Darla e Jesse, que Darla mordeu. Buffy e Xander chegam. Buffy mata o vampiro que estava com Willow. Xander e Willow ajudam um fraco Jessea fugir. Lucas toma o lugar de Darla na luta para que ela possa ajudar a pegar as crianças. Lucas joga Buffy em um caixão de pedra e está prestes a se mover para o matar.

## Recepção
"Welcome to the Hellmouth" foi ao ar pela primeira vez nos Estados Unidos em 10 de março de 1997 na The WB. On the original airing of this episode, The WB provided a teaser advertisement briefing the history of past Slayers. It revealed horrific events in towns that were halted when a particular woman arrived. This promotional teaser does not appear in syndication or on DVD. "Welcome to the Hellmouth" obteve uma classificação Nielsen de 3,4, o que significa que aproximadamente 3,4% de todos os lares equipados com televisão estavam sintonizados no episódio. Foi o 100º episódio de televisão mais assistido que foi ao ar durante a semana que terminou em 16 de março.
O episódio recebeu críticas amplamente positivas. Noel Murray de  The A.V. Club  escreveu que o episódio foi "uma boa introdução ao programa, estabelecendo os personagens e a premissa de forma rápida e limpa, antes de terminar em um momento de descontração". Murray, no entanto, notou que continha um "diálogo que parece mais falso do que realmente inteligente" e que havia "uma uniformidade geral nas seqüências de ação / horror" que continuaria até a segunda temporada. John Levesque, escrevendo para o Seattle Post-Intelligencer, chamou a série incipiente de "espirituosa, inteligente e divertida" e a apelidou de "a melhor coisa que eu já vi no The WB". Ele elogiou a atuação de Sarah Michelle Gellar, observando que ela "interpreta Buffy com perfeição". Phil Kloer do The Atlanta Journal and the Atlanta Constitutionchamou o programa de "pequena mistura chique de comédia de acampamento, hi-jinks do ensino médio e monstros" e comparou sua trama à série de ficção científica  Fox  Arquivo X ' 'e à série de antologia de horror da Nickelodeon Are You Afraid of the Dark?. Ele acabou dando um episódio a B. Nikki Stafford, em seu livro  Bite Me! , Chamou o primeiro episódio de "excelente" e elogiou os pontos fortes do elenco principal, bem como a abordagem única do programa. Ela contrastou com o filme anterior, observando que "a versão do filme era [...] como Clueless", mas perto do final de repente tentou ser um filme sério. O programa de televisão carrega comédia, ação e drama simultaneamente. e apresenta um elenco muito superior".